# Gabriel Planella i Conxello
Gabriel Planella i Conxello (Barcelona, 1777- 2 de novembre de 1851) Fill de Gabriel Planella i Bonfill i Francesca Conxello, va ser un pintor català; casat amb Rosa Traver, pare dels també pintors i decoradors Joan Planella Travé i Nicolau Planella Travé i germà de Bonaventura Planella i Conxello. El 1818 va ser nomenat ajudant a l'Escola de la Llotja, especialitzat en l'assignatura de flors. Va succeir a Carles Ardit com a tinent de direcció de l'escola. La Junta de Comerç li va dedicar una exposició el 1826 on es van mostrar una florera i quatre paisatges. Es conserva obra seva a la Reial Acadèmia Catalana de Belles Arts de Sant Jordi